# 염지

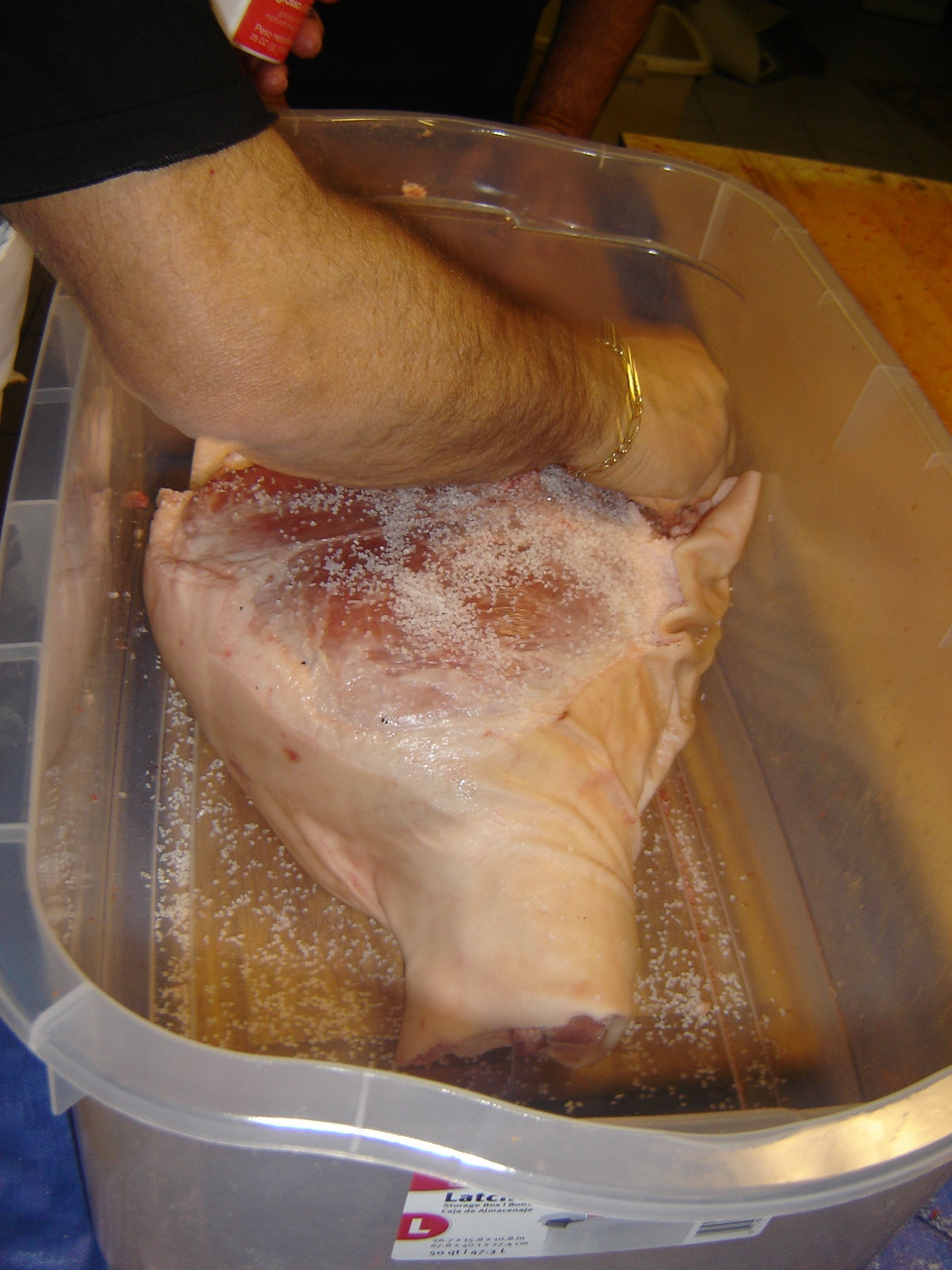
바닷소금으로 돼지고기를 염장해 프로슈토를 만드는 모습

염지(鹽漬, curing)는 고기, 생선, 채소 등 식품에 소금을 첨가하여 삼투 작용을 통해 식품의 수분을 제거함으로써 식품 저장 및 풍미를 높이는 다양한 과정이다. 염지는 식품의 용질 농도를 높여 수분 퍼텐셜을 낮추므로, 식품 변질을 일으키는 미생물의 성장을 억제한다. 염지는 고대사까지 거슬러 올라가며, 19세기 후반까지 육류와 생선을 보존하는 주요 방법이었다. 탈수는 가장 오래된 식품 염지 형태이다. 많은 염지 과정에는 훈제, 향신료, 조리 또는 설탕, 질산염, 아질산염 조합의 첨가가 포함된다.

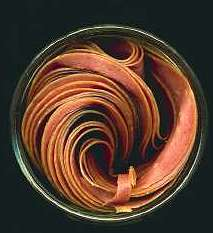
캔에 담긴 쇠고기 조각

일반적인 육류 보존(가축, 사냥감, 가금류 고기)은 생고기, 부분적으로 조리된 고기 또는 조리된 고기의 특성, 맛, 질감 및 색상을 보존하면서 식용 및 섭취에 안전하게 유지하기 위한 모든 처리 과정을 포함한다. 염지는 수천 년 동안 육류 보존의 지배적인 방법이었지만, 냉장 및 합성 보존제와 같은 현대적인 발전이 이를 보완하고 대체하기 시작했다.
염지와 같은 육류 보존 과정은 주로 질병을 예방하고 식량 안전 보장을 높이기 위해 개발되었지만, 현대 보존 방법의 등장은 선진국 대부분에서 오늘날 염지가 주로 문화적 가치와 식품의 질감 및 맛에 미치는 바람직한 영향 때문에 주로 시행된다는 것을 의미한다. 개발도상국의 경우, 염지는 육류 생산, 운송 및 가용성에서 여전히 중요한 과정이다.

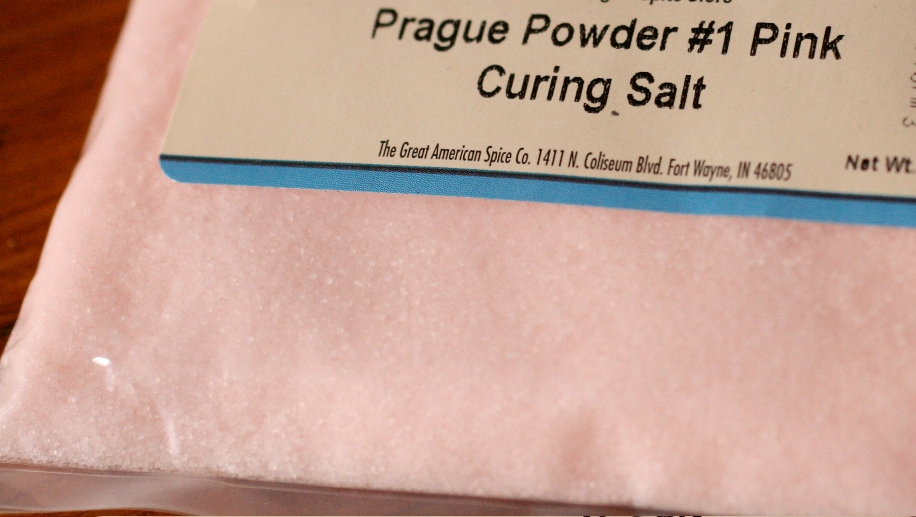
"프라그 파우더" 또는 "핑크 솔트"라고도 알려진 염지염은 일반적으로 염화 나트륨과 아질산 나트륨의 혼합물로, 식탁염과 구별하기 위해 분홍색으로 염색된다.

일부 전통 염지육(예: 정통 파르마 햄 및 일부 정통 스페인 초리소와 이탈리아 살라미)은 소금만으로 염지된다. 오늘날, 질산 칼륨(KNO3)과 아질산 나트륨(NaNO2)은 (소금과 함께) 육류 염지에 가장 흔히 사용되는 물질인데, 이는 미오글로빈과 결합하여 산소를 대체하여 미오글로빈을 붉게 만들기 때문이다. 최근 증거에 따르면 이러한 화학 물질은 보틀리눔 중독을 일으키는 세균의 성장을 억제하기도 한다.
식탁염과 질산염 또는 아질산염의 조합을 염지염이라고 부르며, 식탁염과 구별하기 위해 종종 분홍색으로 염색된다. 식탁염이나 염지에 흔히 사용되는 아질산염 또는 질산염(예: 질산 나트륨 [NaNO3], 아질산 나트륨, 및 질산 칼륨) 중 어느 것도 자연적으로 분홍색을 띠지 않는다.

## 염지 이유
고기는 보존하지 않으면 빠르게 분해된다. 분해 속도는 주변 습도, 온도, 병원체 존재 등 여러 요인에 따라 달라진다. 대부분의 처리되지 않은 고기는 상온에서 장시간 보관하면 부패한다.
부패한 고기는 색이 변하고 악취를 풍긴다. 섭취하면 심각한 식중독을 일으킬 수 있다. 염지 과정은 당시 알려지지 않은 항균제에 의존하지 않고 식품 안전을 보장하기 위해 고대에 개발되었다.
신선한 고기의 짧은 유통기한은 접근이 쉽고 공급이 풍부할 때는 큰 문제가 되지 않는다. 그러나 부족과 기근 시기 또는 고기를 장거리 운송해야 할 때는 식품 보존이 필수적이다.
염지는 미생물 성장을 억제하여 고기가 식용 가능한 시간을 크게 늘려준다.

## 화학적 작용

### 소금
소금(염화 나트륨)은 육류 염지에 사용되는 주요 재료이다. 고기에서 물을 제거하고 소금을 첨가하면 용질이 풍부한 환경이 조성되어 삼투압이 미생물에서 물을 끌어내어 성장을 늦춘다. 이를 위해서는 소금 농도가 거의 20%에 달해야 한다.
소시지 생산에서 소금은 용해성 단백질을 소시지를 만드는 데 사용된 고기 표면으로 끌어올린다. 이 단백질들은 소시지가 가열되면 응고되어 소시지를 함께 묶는 데 도움을 준다.

### 설탕
육류 염지용으로 첨가되는 설탕은 벌꿀, 옥수수 시럽 고형물, 메이플 시럽 등 다양한 형태가 있다. 그러나 베이컨을 제외하고는 맛에 크게 기여하지 않지만, 소금의 강한 맛을 완화한다. 설탕은 또한 락토바킬루스속과 같은 유익한 세균에 영양을 공급하여 성장을 돕는다.

### 질산염 및 아질산염

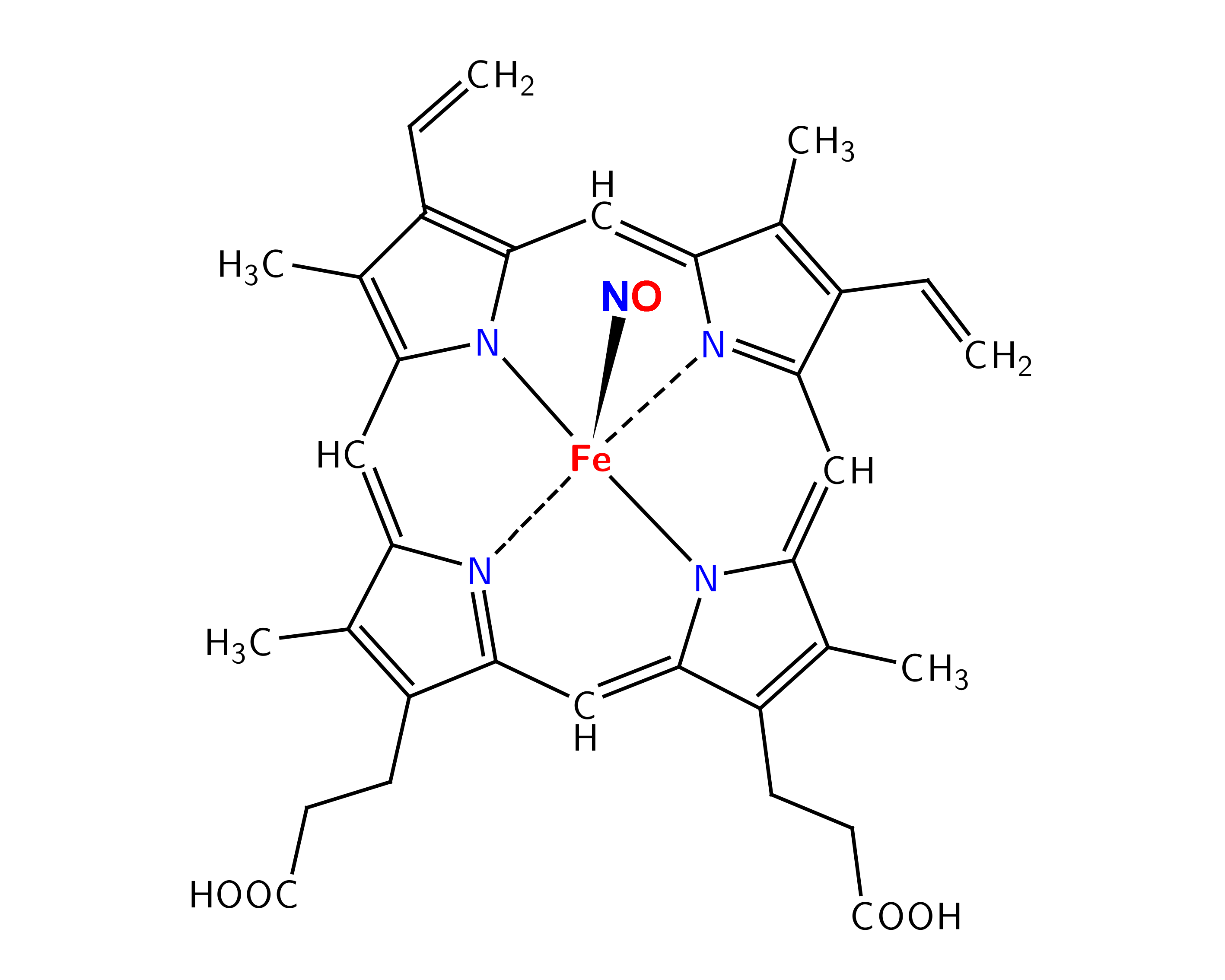
나이트로실-헴

질산염과 아질산염은 유통기한을 연장하고, 세균을 죽이는 데 도움을 주며, 특유의 풍미를 내고 고기에 분홍색 또는 붉은색을 부여한다. 아질산염(NO−
2)은 일반적으로 아질산 나트륨 또는 (간접적으로) 질산 칼륨에 의해 공급된다. 아질산염 염은 경화를 가속화하고 분홍색을 내는 데 가장 자주 사용된다. 질산염은 아질산염(질산염에서 생성될 수 있음)이 장기간 제품 내에서 생성되어야 하는 몇 가지 염지 조건 및 제품에만 특별히 사용된다.
아질산염은 고기에서 다시 일산화 질소(NO)로 분해되며, 이는 미오글로빈의 헴 그룹 중앙에 있는 철 원자와 결합하여 산화를 줄이고, 날것일 때는 적갈색(나이트로소미오글로빈), 조리되었을 때는 특징적인 조리된 햄의 분홍색(나이트로소헴 또는 나이트로실-헴)을 띠게 한다. 염지육에 아스코르브산염을 첨가하면 나이트로사민 형성(아래 참조)을 줄이지만 철의 나이트로실화를 증가시킨다.
미국에서 육류에 아질산염 및 질산염 염을 사용하는 것은 1925년부터 공식적으로 사용되어 왔다. 아질산염의 비교적 높은 독성(인간의 치사량은 체중 킬로그램당 약 22mg) 때문에, 미국 육류 제품에서 허용되는 최대 아질산염 농도는 200 Ppm이다. 내피 기능장애가 있는 사람들의 혈장 아질산염 수치는 감소한다.
가공육에 포함된 아질산염은 대장암 발생 위험 증가와 관련이 있다. 고기에 아질산염을 첨가하면 나이트로사민, N-나이트로사미드 및 나이트로실-헴과 같은 알려진 발암물질이 나이트로실화 반응으로 인해 생성되는 것으로 나타났다. 세계보건기구(WHO)는 하루에 50 g (1.8 oz)의 "가공육"을 섭취하면 평생 동안 장암에 걸릴 위험이 18% 증가할 것이라고 권고한다. "가공육"은 맛을 향상시키거나 보존을 개선하기 위해 소금에 절이거나, 염지, 발효, 훈제 또는 기타 과정을 거쳐 변형된 육류를 의미한다. 세계보건기구는 400개 이상의 연구를 검토한 결과 2015년에 "가공육"이 암, 특히 대장암을 유발한다는 충분한 증거가 있다고 결론 내렸다. WHO의 국제 암 연구 기관은 "가공육"을 인간에게 발암물질로 분류했다(그룹 1).
식품 보존에 아질산염을 사용하는 것은 나이트로소-화합물(예: 나이트로사민, N-나이트로사미드 및 나이트로실-헴) 형성 가능성 때문에 논란이 많다. 고기를 고온에서 조리할 경우, 아질산염으로 염지된 육류 제품은 나이트로사민 형성으로 이어질 수도 있다. 이 효과는 붉은 가공육에서 나타나지만, 흰 고기나 생선에서는 나타나지 않는다. 따라서 두 화합물의 사용은 규제된다. 예를 들어, 미국에서는 질산염 및 아질산염의 농도가 일반적으로 200 ppm 이하로 제한된다.
식육제관업계에서는 아질산염이 경화를 가속화하고 색상을 개선하며 클로스트리디움 보툴리눔의 성장을 억제하기 때문에 대체 불가능하다고 여긴다. 그러나 보툴리눔 중독은 극히 드문 질병(전 세계적으로 연간 1000건 미만 보고)이며 거의 항상 가정에서 보존 식품을 준비할 때와 관련이 있다. 예를 들어, 모든 파르마 햄은 1993년부터 아질산염 없이 만들어졌지만, 2018년 보고에 따르면 보툴리눔 중독 사례를 일으키지 않았다.
또한, FDA는 염지육의 질산염 한도를 200ppm으로 설정했지만, 치즈와 같이 고온에서 조리되지 않는 식품을 포함한 대부분의 다른 식품에서는 허용되지 않으며 FDA에서 안전하다고 인정하지 않는다.

### 셀러리에서 얻은 아질산염
"아질산염이 첨가되지 않은" 가공육은 셀러리에서 자연적으로 발생하는 아질산염을 대신 사용할 수 있으므로 오해의 소지가 있을 수 있다.
2019년 컨슈머 리포트 보고서에 따르면 셀러리 (또는 다른 자연 공급원)를 염지제로 사용하면 천연 질산염과 아질산염이 유입된다. 미국 농무부(USDA)는 이러한 천연 질산염 공급원을 사용하는 제품에 대해 "염지하지 않음" 또는 "질산염 또는 아질산염 무첨가"라는 용어를 허용하는데, 이는 소비자에게 더 건강한 선택을 한다는 그릇된 인식을 심어줄 수 있다.
컨슈머 리포트의 조사에서는 보고서에 포함된 육류 1g당 평균 나트륨, 질산염, 아질산염 수치도 제공한다.
컨슈머 리포트와 공익 과학 센터는 2019년에 USDA에 라벨링 요구 사항을 변경해 달라는 공식 요청서를 제출했다.

### 훈제
고기는 "훈제"로도 보존할 수 있다. 연기가 고기를 천천히 익힐 만큼 충분히 뜨거우면 고기를 부드럽게 유지하는 데도 도움이 된다. 훈제 방법 중 하나는 축축한 나무 조각이나 톱밥을 사용하는 훈제실을 이용하는 것이다. 북아메리카에서는 히코리, 메스키트, 단풍나무와 같은 활엽수가 훈제에 일반적으로 사용되며, 사과, 버찌, 자두와 같은 과일나무의 나무와 심지어 옥수수 속대도 사용된다.
훈제는 염지되는 식품의 바깥층을 밀봉하여 세균이 침투하기 어렵게 만든다. 훈제는 소금 절임과 같은 다른 염지 방법과 함께 사용할 수 있다. 일반적인 훈제 방식으로는 뜨거운 훈제, 훈제 로스팅(피트 바비큐), 차가운 훈제가 있다. 훈제 로스팅과 뜨거운 훈제는 고기를 익히는 반면 차가운 훈제는 익히지 않는다. 고기를 차가운 훈제로 할 경우, 고기가 아직 마르지 않은 중요한 시기에 세균 증식을 제한하기 위해 빠르게 건조해야 한다. 이는 저키처럼 고기를 얇게 썰어 달성할 수 있다.
음식을 나무 연기로 직접 훈제하면 발암성 여러 고리 방향족 탄화수소가 음식에 오염되는 것으로 알려져 있다.

### 연구
20세기 이후, 식단과 인체 질병(예: 심혈관 질환 등)의 관계에 관하여 과학자들은 진공 포장 또는 냉동 육류의 지방분해 효과에 대한 연구를 수행했다. 특히, 엔트레코트 냉동 쇠고기를 −20 °C (−4 °F)에서 270일 동안 분석한 결과, 과학자들은 반추류의 육류에 이미 적게 함유되어 있는 일부 불포화 지방 n-3 및 n-6의 손실을 동반하는 중요한 인지질분해효소를 발견했다.

## 건강 영향
보존 육류의 아질산염 수치가 높으면 비인두암 위험이 증가한다.
2015년 세계보건기구 산하 국제 암 연구 기관은 염지, 발효 또는 훈제 과정을 거친 가공육을 "인체 발암물질"로 분류했다.

## 역사
선사 시대부터 생존 기술이었던 육류 보존은 수세기에 걸쳐 전 세계적으로 정치적, 경제적, 사회적으로 중요한 주제가 되었다.

### 전통적인 방법

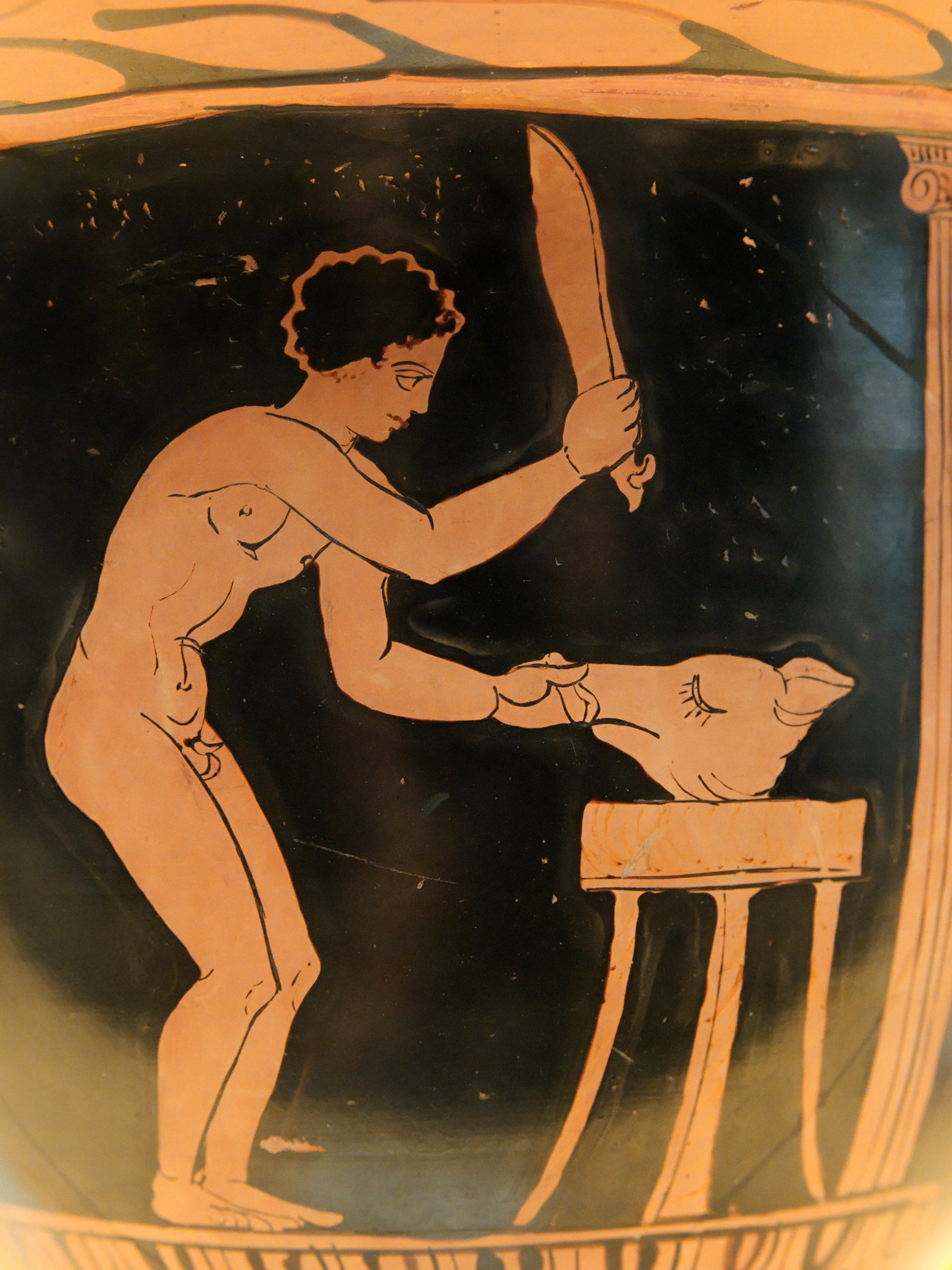
희생 제물 바친 뒤 돼지 머리를 준비하는 젊은이. 꽃병 기원전 360~340년경, 스페인 국립고고학박물관.

음식 염지는 훈제육과 염장고기 모두 고대사로 거슬러 올라간다.
여러 문헌에서 고대 지중해 세계의 육류 소금절이에 대해 언급하고 있다. 시칠리아의 디오도로스는 그의 비블리오테카 히스토리카에서 페르시아 산악 지역의 코세아인들이 육식 동물의 살을 염지했다고 썼다. 스트라본은 보르시파의 사람들이 박쥐를 잡아 염지하여 먹었다고 기록했다. 고대 그리스인들은 소금이나 다른 방법으로 보존된 육류와 생선인 타리코스(τάριχος)를 준비했다. 로마인들은 이 요리를 salsamentum이라고 불렀는데, 이 용어는 나중에 소금에 절인 지방, 그리고 준비에 사용된 소스와 향신료를 포함하게 되었다. 또한 고대의 소시지 생산 증거도 존재한다. 로마의 미식가인 아피키우스는 œnogaros(가룸에 기름이나 와인을 섞은 발효 생선 소스)를 사용하는 소시지 제조 기술을 언급한다. 보존 육류는 또한 종교적 전통의 일부였다: 신에게 바치는 제물로 쓰일 고기는 사제에게 주기 전에 염지되었고, 그 후 제사를 드리는 사람이 다시 가져가거나 정육사에게 팔 수도 있었다.
고대 유럽 전역에서 소금에 절인 고기 거래가 이루어졌다. 폴리비오스 시대(기원전 c. 200년 – 기원전 c. 118년)에는 갈리아인들이 매년 대량의 소금 돼지고기를 로마로 수출했는데, 그곳에서 여러 부위: 뒷부분, 중간 부분, 햄, 소시지 등으로 판매되었다. 이 고기는 최대한 조심스럽게 소금에 절인 후 때때로 훈제되기도 했다. 이러한 상품들은 로마 시민과 군대의 일부를 먹여 살렸기 때문에 상당히 중요했을 것이다. 벨가이족은 특히 돼지 비육에 기울인 노력으로 유명했다. 그들의 양과 돼지 떼는 매우 많아서 로마뿐만 아니라 이탈리아 대부분 지역에 가죽과 소금에 절인 고기를 공급할 수 있었다. 스페인의 체레타니족은 그들의 햄에서 막대한 수출 수입을 얻었는데, 이는 너무나 맛있어서 칸타브리아주의 햄에 전혀 뒤지지 않았다. 이 돼지고기 타리코스는 특히 인기 있었고, 고대인들은 이 고기를 모든 육류 중 가장 영양가 있고 소화하기 쉬운 것으로 여겼다.
에티오피아에서는 플리니우스에 따르면, 리비아에서는 히에로니무스에 따르면, 아크리도파지(문자 그대로 메뚜기를 먹는 사람들)는 봄에 그들의 정착지에 큰 무리로 도착하는 메뚜기를 염지하고 훈제했는데, 이는 그들의 유일한 식량이었다고 전해진다.
고기 훈제는 북아메리카의 전통적인 관행으로, 북미 대평원 원주민들은 연기가 음식과 접촉하는 양을 늘리기 위해 티피 꼭대기에 고기를 걸어두었다.

### 중세 시대
유럽의 중세 요리는 육류와 채소를 많이 사용했으며, 정육사 길드는 가장 강력한 길드 중 하나였다. 12세기 동안 모든 사회 계층에서 염장 쇠고기를 소비했다. 훈제 고기는 로망스어로 카르부클리라고 불렸고, 돼지고기인 경우 베이컨이라고 불렸다.
중세 시대는 파테를 걸작으로 만들었다. 21세기에는 단순히 양념한 다진 고기(또는 생선)를 테린에 구워 차갑게 먹는 것이지만, 그 당시에는 다양한 고기로 채워진 반죽 껍질로 구성되어 의식적인 잔치를 위해 훌륭하게 장식되었다. 가스 드 라 빈뉴가 운문으로 쓴 최초의 프랑스 조리법에는 동일한 파테에 큰 자고새 세 마리, 살찐 메추라기 여섯 마리, 종다리 열두 마리가 언급되어 있다. 르 메나지에 드 파리는 생선, 사냥감, 어린 토끼, 신선한 사슴고기, 쇠고기, 비둘기, 양고기, 송아지고기, 돼지고기 파테, 심지어 종다리, 멧비둘기, 새끼 새, 거위, 암탉 파테도 언급한다. 바르톨로메오 사키는 바티칸 도서관의 사서인 플라틴으로 불리며 야생 동물의 파테 조리법을 제공한다. 살코기는 소금과 식초로 끓인 후 지방으로 속을 채우고, 후추, 계피, 빻은 라드를 섞은 양념 지방 껍질 안에 넣는다. 정향으로 완전히 덮일 때까지 지방을 박아 넣은 다음 파테 안에 넣는다.
16세기에는 도요새, 오 베크 도레, 거세 수탉, 우설, 소 발, 양 발, 닭, 송아지, 사슴고기 파테가 가장 유행했다. 같은 시대에 피에르 벨롱은 크레타와 히오스섬 주민들이 토끼, 양, 노루 전체를 가볍게 소금에 절인 후 오븐에 말려 조각으로 잘라 먹었으며, 튀르키예에서는 소와 양을 썰고 다져서 소금에 절인 후 말린 룰레를 양파와 함께 여행 중에 다른 준비 없이 먹었다고 기록한다.

### 근세

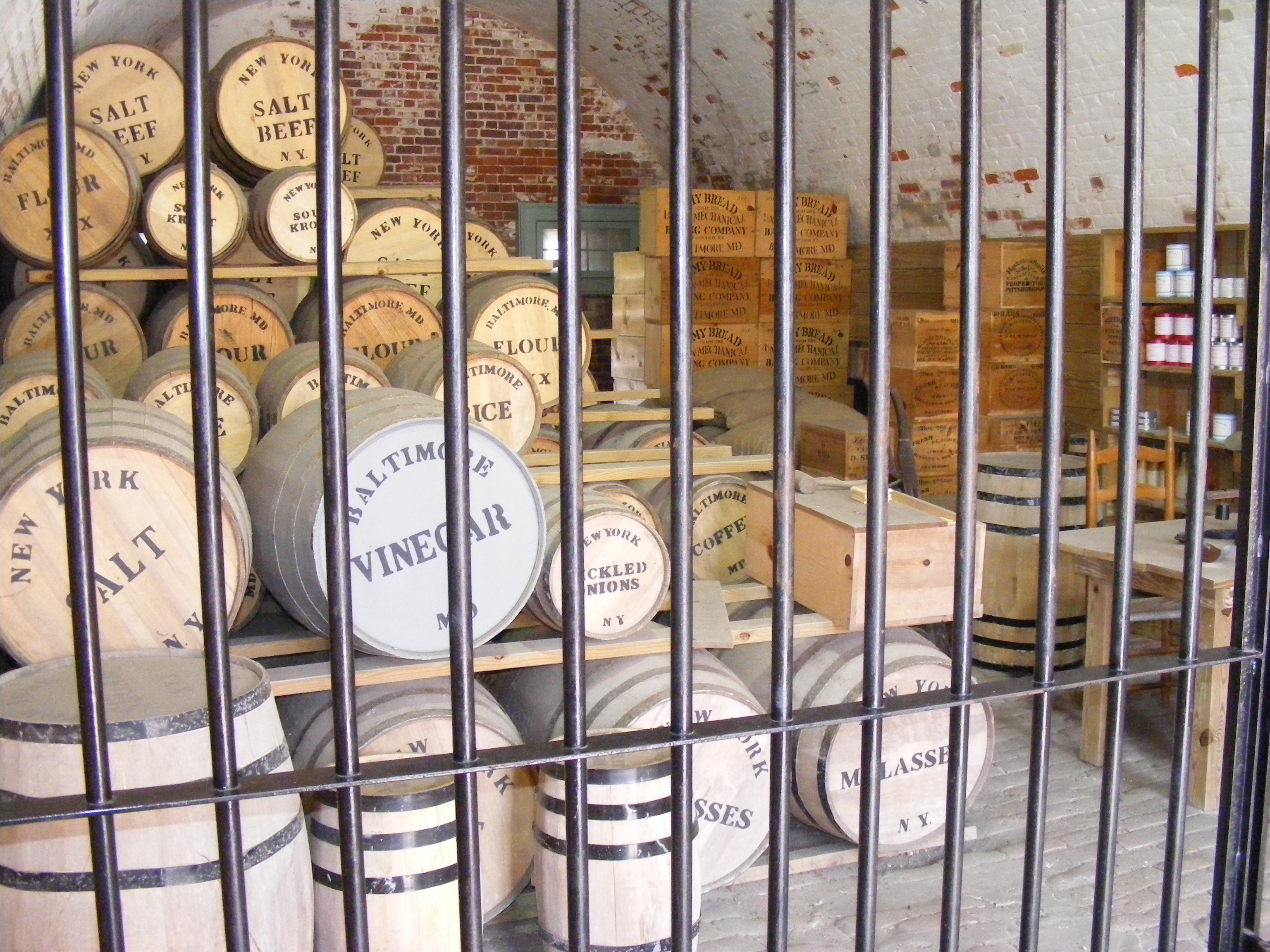
노스캐롤라이나 포트 메이컨 주립공원에 재현된 남북전쟁 비축물품의 소금 쇠고기와 기타 제품이 담긴 통.

대항해시대 동안 소금에 절인 고기는 긴 항해를 하는 선원들의 주요 식품 중 하나였으며, 예를 들어 상선이나 해군에서도 마찬가지였다. 18세기에는 통에 담겨 운반되는 아일랜드산 소금 쇠고기가 최고로 여겨졌다.
화학자와 약학자들의 육류에 대한 과학적 연구는 새롭고 매우 실용적인 제품인 육류 추출물의 탄생으로 이어졌으며, 이는 다양한 형태로 나타날 수 있었다. 나폴레옹 전쟁과 같은 해외 장기 전역 동안 병사들에게 적절히 식량을 공급하고, 끊임없이 증가하며 종종 열악한 환경에서 사는 인구를 먹여 살려야 할 필요성은 과학 연구를 촉진했지만, 제과업자인 니콜라 아페르는 1795년에 실험을 통해 보편화된 방법을 개발했고, 이는 한 언어로 그의 이름을 따서 프랑스어로 appertisation이라고 불리는 밀폐 보관 방식이 되었다.
아페르티자시옹의 확산과 함께 19세기 세계는 식품산업 시대로 진입했으며, 통조림 소금 육류(예: 콘드 비프)와 같은 새로운 제품이 개발되었다. 더욱 안전한 식품에 대한 열망은 1906년 미국의 순수 식품 및 의약품법 제정으로 이어졌고, 20세기에는 국가 보건 안전 기관의 설립과 식품 이력 추적이 확립되었다. 이는 또한 지속적인 기술 혁신으로 이어졌다.
프랑스에서는 1857년 여름이 너무 더워서 대부분의 정육점들은 도축을 거부했고, 샤르퀴트리업자들은 부적절한 보존 방법으로 인해 상당량의 육류를 잃었다. 의학 아카데미 회원과 그의 아들은 1857년까지 완료된 연구들을 34페이지 요약하여 몇 가지 해결책을 제시했는데, 91개의 텍스트가 존재하며, 그 중 64개는 1851년에서 1857년 사이에만 편집되었다.

### 무역에 미치는 영향
육류 보존 방법과 보존 제품 운송 수단의 개선은 특히 생산 지역과 소비 지역의 분리를 가능하게 했으며, 이제는 문제가 되지 않고 거리가 멀어도 육류 수출이 가능해졌다.
예를 들어, 1980년대 조절 분위기 보존 기술의 등장은 세계 양고기 시장에 작은 혁명을 일으켰다. 세계 최대 양고기 수출국 중 하나인 뉴질랜드의 양고기는 이제 신선육으로 판매될 수 있게 되었는데, 이는 12주에서 16주 동안 보존될 수 있었고, 이는 배로 유럽에 도착하기에 충분한 기간이었다. 이전에는 뉴질랜드산 육류는 냉동되어 유럽 시장에서 훨씬 낮은 가치를 가졌다. 새로운 "냉장" 육류의 등장으로 뉴질랜드는 지역 신선육 생산자들과 더욱 강력하게 경쟁할 수 있게 되었다. 냉동육에 영향을 미치는 가치 하락을 피하기 위해 조절 분위기를 사용하는 것은 돼지고기와 같이 이제 국제 무역도 활발한 다른 육류 시장에서도 유용하다.

## 같이 보기
- 재우기
- 절이기
- 소금절이
- 소금물절이